# Bedřich Leopold Popper
Bedřich Leopold Popper (německy Friedrich Leopold, 18. září 1866 Řečkovice – 27. listopadu 1941 Chrudim) byl český průmyslník a podnikatel židovského původu, člen úspěšného podnikatelského rodu Popperů. Roku 1893 se stal zakladatelem a majitelem závodu na výrobu obuvi F. L. Popper v Chrudimi, ve své době největší obuvnické továrny v Rakousku-Uhersku.

## Život

### Mládí
Narodil se v Řečkovicích u Brna do majetné rodiny židovského textilního podnikatele Juliuse Jonase Poppera, původem z Bučovic, a Marie, rozené Kafkové. Julius Popper založil spolu s Moritzem Beckem v Brně firmu na ručně šitou obuv Beck a Popper. Matka zemřela, když bylo Bedřichovi osm let. Po absolutoriu brněnské obchodní akademii začal Bedřich pracovat jako obchodní úředník, posléze též v rodinném podniku. Konvertoval ke křesťanství a roku 1889 se v Brně v kostele svatého Tomáše oženil s Bertou Pelikánovou.

### F. L. Popper Chrudim
Po odchodu otce do penze převzal jeho místo ve firmě Beck a Popper. Kvůli neshodám s konzervativním společníkem však odkoupil roku 1893 jeho podíl ve společnosti, neboť nechtěl nadále pokračovat v rukodělné výrobě. Nechal vystavět novou moderní obuvnickou továrnu v Chrudimi ve východních Čechách, kam společně s rodinou také přesídlil. Díky otevřenému přístupu k inovacím a zefektivňování výrobního provozu orientovaného na maximální výkon spolu s levně dostupnými materiály a recyklací a znovuvyužití výrobního odpadu se firma F. L. Popper poměrně rychle k předním výrobcům bot v říši. Roku 1895 zaznamenala velký úspěch na výstavě v Agrocultural Hall v Londýně. Téhož roku byla navíc prestiž značky navýšena povolením užívat rakouskou císařskou orlici spolu s logem společnosti. Obuv byla pak výrobně označkována zkratkou B. L. P.

### Růst firmy
Bedřich Popper v rámci snah o další zdokonalení výroby podnikal četné vnitrozemské i zahraniční výjezdy. Okolo roku 1900 vyslal svého zaměstnance, úředníka Josefa Zabu, na služební cestu do obuvnických výroben do Spojených států amerických, aby nabyl technologických znalostí o mechanizovaných továrních provozech, které v USA patřily k nejdokonalejším na světě. Následně byl v chrudimské továrně instalován výrobní systém americké značky Goodyear, který pomohl firmě B. L. Popper předstihnout konkurenci. Od roku 1903 je Popperův závod uváděn jako největší obuvnický podnik na území Rakouska-Uherska s výrobní kapacitou na 1000 párů bot denně. Firma zboží vyvážela do celého světa: Německo, Dánsko, Velká Británie, Francie, Rumunsko, Egypt, Jižní Afrika, Austrálie či státy Střední Ameriky. Vlastnila také řadu výstavních prodejních obchodů, například ve Vídni, v Praze na Národní třídě či v Brně na pozdější Masarykově třídě. Před rokem 1914 zde pracovalo přibližně tisíc dělníků dalších zaměstnanců.
Bedřich Popper se zapojoval též do městského života v Chrudimi, byl členem řady spolků, jakožto nadšený propagátor tenisu zde na vlastní náklady nechal vystavět městské kurty. Roku 1904 si nechala rodina postavit v lokalitě Na Podhůře nedaleko Chrudimi honosnou sídelní vilu.
V období první světové války v letech 1914 až 1918 byla výroba přeorientována primárně na vojenskou obuv pro c. k. rakouskou armádu, kterých byla schopna vyrábět 500-1000 párů za den.

### Československo
Továrna nadále prosperovala i po vzniku samostatného Československa roku 1918 a následné ekonomické krizi, napomohl tomu i příklon židovské, původně německy mluvící, rodiny Popperů k českému kulturnímu vlivu. V roce 1920 výrobnu osobně navštívil prezident Tomáš Garrigue Masaryk. Do vedení společnosti se zapojili synové Jan a Bedřich, kapacita produkce byla nadále navyšována, byl zachováván otevřený a mzdově příznivý přístup k zaměstnancům. Bedřich Popper pak obdržel roku 1923 titul obchodní státní rada. Na svém vrcholu vlastnila firma na 98 prodejen obuvi.
Ve 20. letech 20. století začala firmě vznikat značná konkurence v podobě rychle se rozvíjejícího závodu Baťa Tomáše Bati ve Zlíně. Společnost F. L. Popper následně provedla fúzi s továrnou na zpracování kůže Františka Polického v Jaroměři a byla přejmenována na Polický a Popper. Jeden z Popperových synů se navíc oženil s dcerou Františka Polického.

### Protektorát Čechy a Morava
Od období zřízení tzv. druhé republiky roku 1938 a následného vzniku Protektorátu Čechy a Morava 15. března 1939 byla rodina Popperova kvůli svému židovskému původu na základě tzv. Norimberských zákonů perzekvována úřady nacistického Německa. V rámci procesu tzv. arizace hospodářství byla nucena prodat podíl ve firmě nežidovskému vlastníkovi a ta byla následně přejmenována na Polický a Rieker.

### Úmrtí

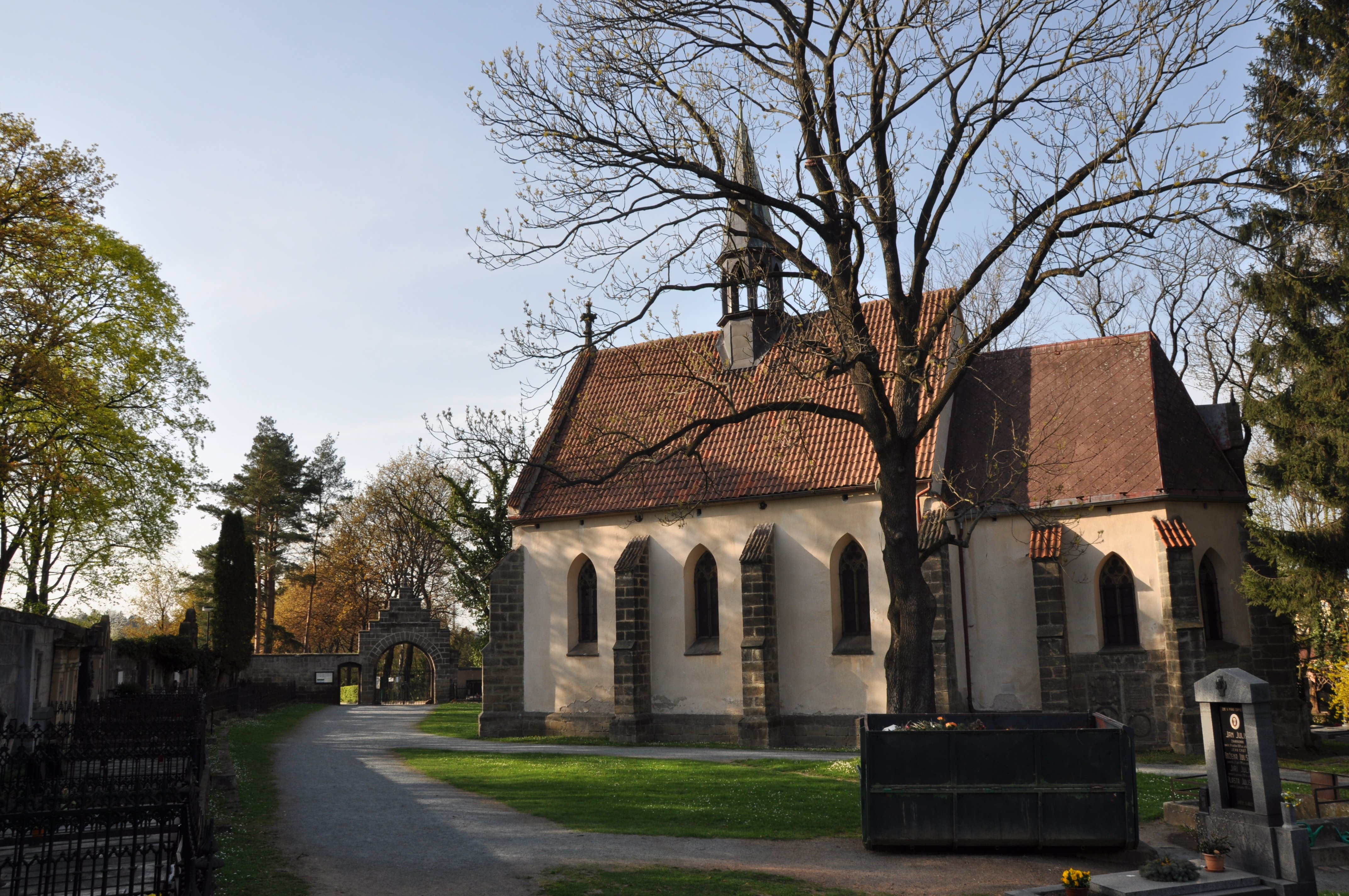
Hřbitov U Kříže v Chrudimi, kde je Bedřich Popper spolu s rodinou pohřben

Bedřich Leopold Popper zemřel v Chrudimi ke konci roku 1941 ve věku 75 let. Byl pochován v rodinné hrobce na výstavním místě na hřbitově U Kříže v Chrudimi. Jednu z architektonicky nejcennějších hrobek v celém areálu pohřebiště navrhl architekt Josef Gočár.
Bedřich a Jan Popperové firmu mohli spravovat po skončení druhé světové války, její činnost byla pak omezena událostmi spojenými s převzetím moci v Československu komunistickou stranou v únoru 1948 a následným znárodněním veškerého hospodářství ve státě. Po Sametové revoluci roku 1989 firma opět obnovila svou činnost pod značkou B. L. Popper.

### Rodinný život
Od roku 1889 byl Bedřich Popper ženatý s Bertou (1863–1944), rozenou Pelikánovou, dcerou Bedřicha rytíře Pelikána, c. k. místodržitelského rady v Brně. Narodili se jim postupně dcera Alžběta (1890–1959) a synové Bedřich (1895–1982), Jonas (1900–1963) a Alfred (1905–1927). Sňatkem jednoho ze synů byla rodina příbuzensky spřízněna s rodinou společníka firmy Františka Polického.